# Podbucze (Częstochowa)
Podbucze – część miasta Częstochowy oraz ulica położona na Wrzosowiaku.
W XVI wieku było to jedno z dóbr wchodzących w skład majątku Błeszno. Na początku XX wieku było wymieniane jako osobna wieś.